# زرعوا حجرا
زرعوا حجرًا (بالإنجليزية: They Planted a Stone) هو فيلم وثائقي قصير بريطاني صدر عام 1953 من إخراج روبن كاروثرز وإنتاج جيمس كار. تم ترشيحه لجائزة الأوسكار لأفضل فيلم وثائقي قصير.

## الملخص
يصور الفيلم كيف تم بناء السدود والقنوات وقنوات الري على نهر النيل في السودان، لتوليد الطاقة الكهرومائية، وري الصحراء وإنشاء مشاريع مثل مشروع الجزيرة.

## وصلات خارجية
- زرعوا حجرا على موقع IMDb (الإنجليزية)
- زرعوا حجرا على موقع قاعدة بيانات الفيلم (الإنجليزية)
- زرعوا حجرا على موقع ليتربوكسد (الإنجليزية)
- زرعوا حجرا على موقع كينوبويسك (الروسية)
- زرعوا حجرا  في قاعدة بيانات الأفلام على الإنترنت (بالإنجليزية)
- زرعوا حجرا في فيلم كولونيال: صور متحركة للإمبراطورية البريطانية